# 步惠廉
步惠廉（William Burke，1864年—1947年），监理会派往中国的传教士。美国乔治亚州梅肯郡人。 

## 生平
年轻时入田纳西州的范德比尔特大学学神学。在那里结识了同学神学的中国人宋嘉澍。1888年来华传教，被分派到松江。在那里建立了“同乐堂”教会。他在中国传教五十多年，其间除了几年被派往上海和苏州外，都是在松江度过的。他融入当地社会，传教办学，担当地方孤儿院董事，推动慈善事业，在军阀混战时振济难民。教会办得成功，也在地方赢得很高威望。1903年他从南汇县衙里营救了后来创办“中华职业教育社”的黄炎培和其他三位进步青年免遭杀身之祸。1904年，他安排帮助宋嘉澍的长女宋霭龄进入梅肯的维斯理学院学习。宋的另外两个女儿，宋庆龄和宋美龄后来也都进了这个学校。1937年日本人占领松江，他坚持在那里进行传教和救济工作。1941年太平洋战争爆发，他先被日本人软禁了一年，后被驱逐。1947在家乡去世。